# I segreti di Filadelfia
I segreti di Filadelfia (The Young Philadelphians) è un film del 1959 diretto da Vincent Sherman. È ispirato a L'uomo di Filadelfia (The Philadelphian), un romanzo best seller del 1956 di Richard Powell, autore realmente nativo di Filadelfia.

## Trama
Anthony Judson Lawrence è un giovane avvocato di Filadelfia, nato da una famiglia modesta. La madre, abbandonata da suo marito poco dopo il matrimonio, gli ha insegnato che nella vita è importante la posizione sociale, il denaro, le amicizie influenti, così si ritrova spesso costretto a sostenere aspre battaglie per affermarsi nell'alta società locale, di cui peraltro fa parte anche la famiglia della sua ragazza, Joan Dickinson. Gli eventi lo trasformano in un cinico opportunista che, per adeguarsi all'etica corrotta dell'ambiente, sacrifica i suoi principi morali e giunge al vertice del suo studio legale. Diventato celebre, Tony cerca di conciliare la sua vicenda sentimentale che prende una piega sfortunata (Joan ha sposato un milionario gradito alla famiglia) con la sua ansia di successo, il che non può che renderlo infelice.
Presto viene a trovarsi di fronte a un bivio: lasciar condannare il suo vecchio amico e compagno di studi Chet, un alcoolizzato accusato di omicidio, oppure difenderlo affrontando a viso aperto una famiglia influente e rischiando di vedere messi in piazza molti segreti che comprometterebbero l'onorabilità di sua madre. Alla fine prevale in lui non solo il sentimento dell'amicizia ma anche quello della giustizia, affrontando ogni rischio e ottenendo l'assoluzione dell'amico. Non scoppierà nessuno scandalo ma anzi, chiariti gli equivoci, l'avvocato torna agli ideali di una volta senza dover rinunciare alla ricca ereditiera, con la quale si riconcilia.

## Produzione
Il film fu diretto da Vincent Sherman (già celebre come regista di Joan Crawford e Bette Davis) che prestò molta cura alla recitazione degli attori e fece di questo romanzo l'archetipo dei film progettati per Paul Newman, che in quegli anni era il beniamino della generazione più giovane e si prestava benissimo ai ruoli di giovane ambizioso ed emergente. Nonostante ciò, Newman non voleva accettare il ruolo nel film dichiarandosi insoddisfatto della sceneggiatura e dei dialoghi, ma alla fine dovette cedere perché la Warner Bros. gli promise una pausa di cui l'attore avrebbe approfittato per tornare a lavorare in teatro.

## Distribuzione
Dopo una première tenuta a Filadelfia il 19 maggio 1959, il film fu distribuito in tutti gli Stati Uniti a partire dal mese successivo. In Italia arrivò il 20 novembre dello stesso anno.

## Accoglienza
Il film esordì con un incasso che risultò secondo nella stagione al solo A qualcuno piace caldo. La lunga durata del film, 136 minuti, non fu affatto notata dal pubblico, anche per la bravura dei due protagonisti, ma nonostante il successo, Newman decise di rompere il contratto che lo avrebbe legato alla Warner per altri tre anni. Lo studio gli riservava 25 000 dollari per film ma, prestandolo ad altre case di produzione, ne otteneva 75 000 intascando la differenza. Dopo l'uscita di questo film, l'ultimo che avrebbe girato con la Warner, l'attore decise che sarebbe stato più conveniente pagare una sostanziosa penale, diventando attore indipendente e potendo chiedere anche dieci volte di più.

## Riconoscimenti
Premi Oscar 1960:
- Candidatura per il miglior attore non protagonista a Robert Vaughn
- Candidatura per la miglior fotografia
- Candidatura per i migliori costumi

## Critica
Il Morandini lo definisce «un film che rispecchia scrupolosamente la formula narrativa-rappresentativa industriale, cioè un cinema che privilegia la narrazione, il significato, l'attore senza tempi morti».